# Хорњи Славков
Хорњи Славков (чеш. Horní Slavkov) град је у Чешкој Републици. Град се налази у управној јединици Карловарски крај, у оквиру којег припада округу Соколов.

## Становништво
Према подацима о броју становника из 2014. године град је имао 5.608 становника.

## Партнерски градови
- Арцберг